# Винищувач танків

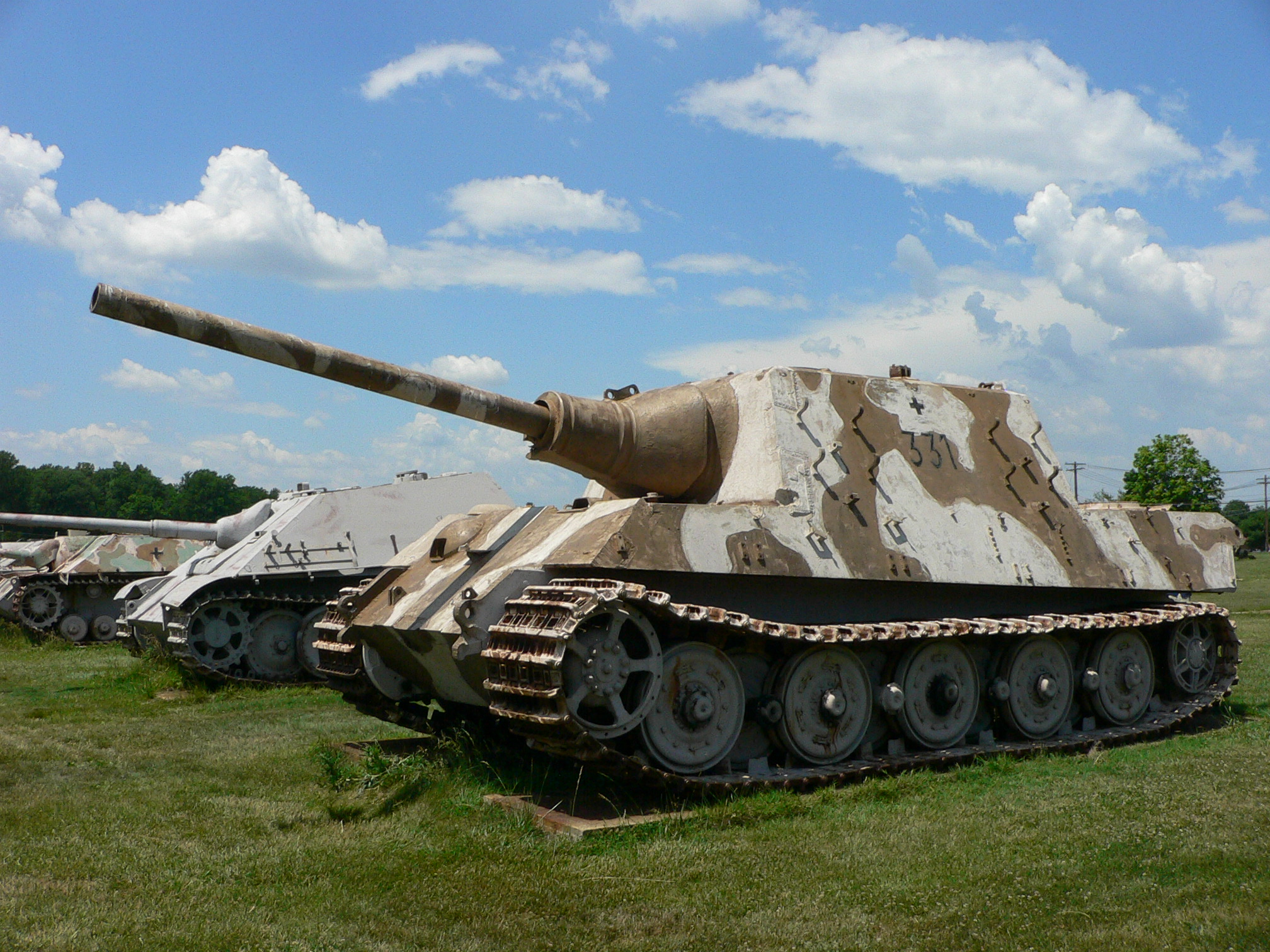
Винищувач танків Jagdtiger

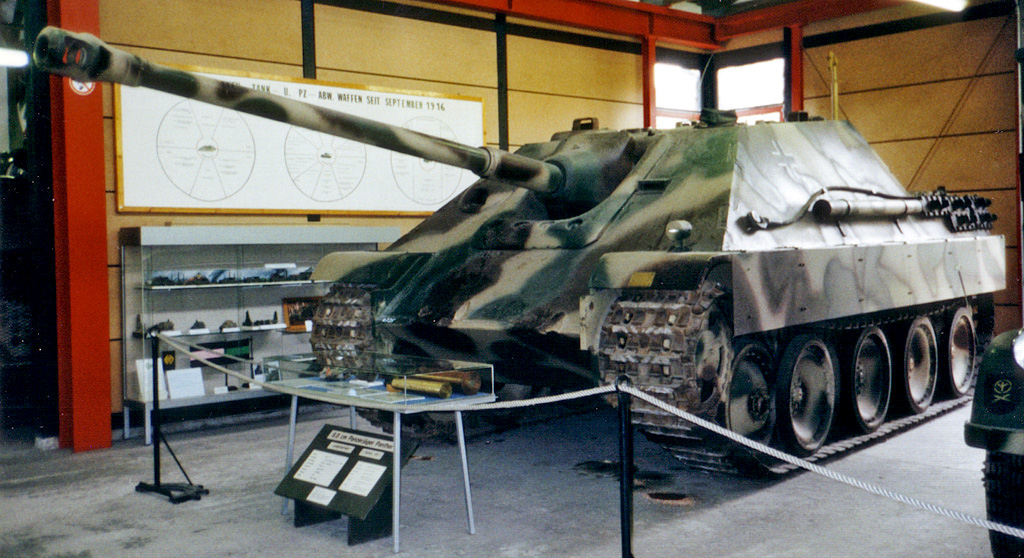
Jagdpanther

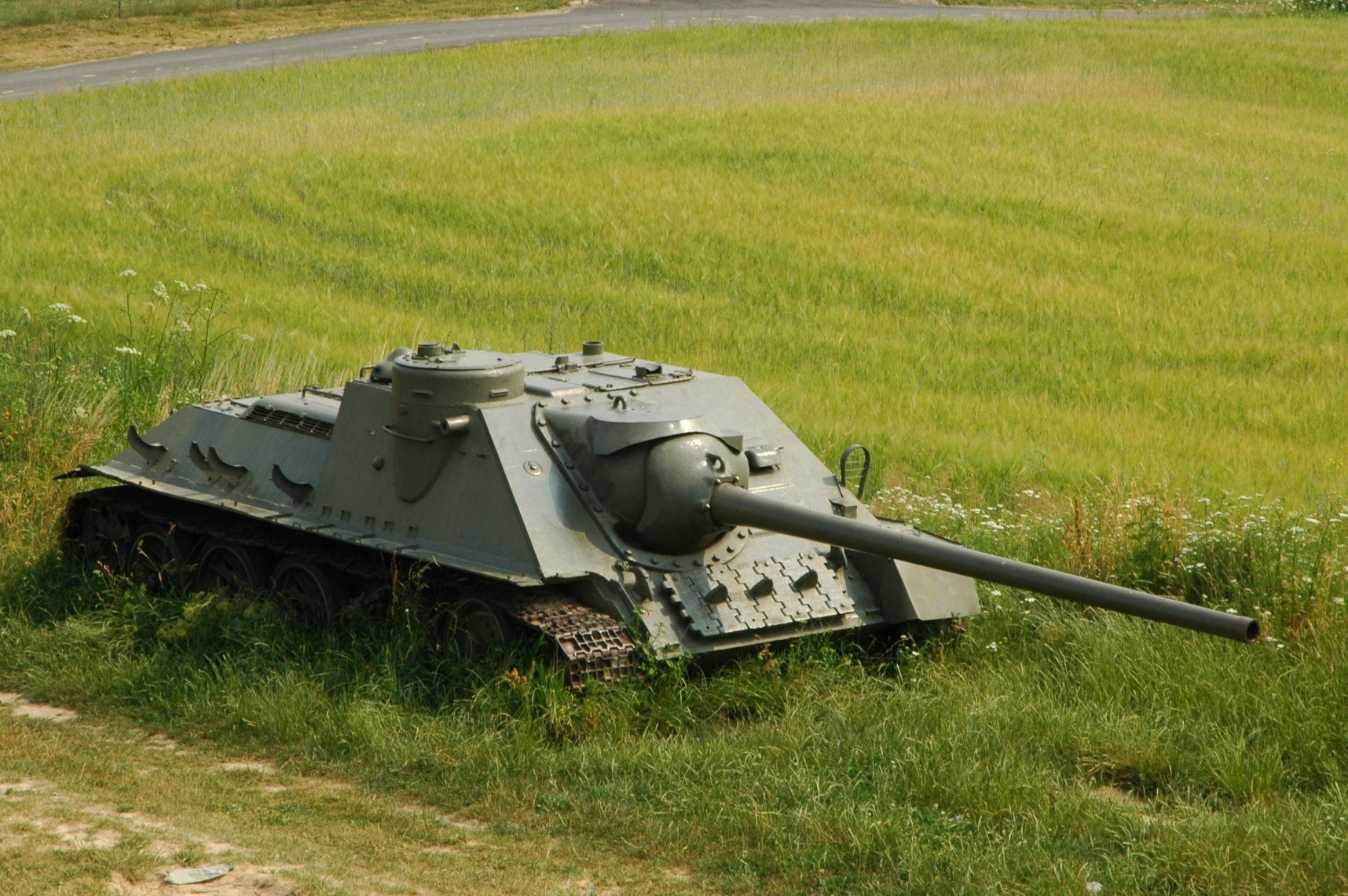
СУ-100

Вини́щувач та́нків — спеціалізована самохідна артилерійська установка (САУ), створена для боротьби з бронетехнікою противника. Саме за своїм бронюванням винищувачі танків відрізняється від протитанкової САУ, яка має легкий і частковий броньовий захист[джерело?].

## Приклади винищувачів танків

### Німеччина
У Третьому Райху винищувачі танків позначались кількома різними термінами: Panzerjäger, Jagdpanzer та іншими.
- Ягдтигр (нім. Jagdtiger) — найважчий, та найпотужніший винищувач танків в Історії. Сконструйований на базі танку Tiger II;
- Ягдпантера (нім. Jagdpanther) — мобільний, добре захищений, потужно озброєний важкий винищувач танків. Сконструйований на базі танку Panzer V Пантера;
- Ягдпанцер IV (нім. Jagdpanzer IV) — середній, мобільний винищувач танків. Сконструйований на базі танку Panzer IV;
- Фердинанд (Елефант) (нім. Ferdinand (Elephant) — перший представник САУ цього класу на базі експериментального танка «Тигр» конструкції Фердинанда Порше. Дуже добре захищений і потужний з озброєння важкий винищувач танків, на момент свого створення не пробивався жодною танковою гарматою і не знав поразки в боях проти зразків техніки Червоної Армії або англоамериканських військ.
- Panzerjäger I
- Hetzer

### СРСР
- СУ-85 — середній радянський винищувач танків;
- СУ-100 — середній радянський винищувач танків

Такі машини, як СУ-152, ІСУ-152, СУ-122 інколи відносять до винищувачів танків, але переважно вважають штурмовими САУ.